# Melhania velutina
Melhania velutina là một loài thực vật có hoa trong họ Cẩm quỳ. Loài này được Forssk. mô tả khoa học đầu tiên năm 1775.